# Bob Orton Jr.
Robert Keith Orton Jr. (Kansas City (Kansas), 10 november 1950), beter bekend als "Cowboy" Bob Orton, is een Amerikaans professioneel worstelaar die actief was in de WWF (World Wrestling Federation). Hij is de zoon van Bob Orton, vader van Randy Orton en broer van Barry Orton (Barry O).

## WWF
Bij de WWF had Orton Jr. vele tag-teampartners, waaronder Roddy Piper en Don Muraco en vele losse teampartners. Begin 1986 won Bob Orton Jr. een bokswedstrijd van Jose Luis Rivera. De gastomroeper las een verkeerd kaartje voor, wat voor een vreemde situatie zorgde en waarbij Orton een vreemde naam had. Orton won de wedstrijd door een TKO. Deze wedstrijd was een van de voorbereidingen voor een bokswedstrijd met vier man (waaronder Mr. T en Roddy Piper) die Mr. T won door diskwalificatie van Piper.

## Orton Jr. (Cowboy Bob Orton) keert terug naar de ring om zijn zoon te helpen
Randy Orton wist een keer van Undertaker te winnen in december 2005, nadat zijn vader, Cowboy Bob Orton, verkleed als oude man, de ring betrad. Toen de 'oude man' de ring uit was draaide Undertaker zich om en zag Randy Orton nog liggen, echter was deze in de tussentijd voorbereid op een aanval en voerde zijn finisher uit op Undertaker en won op slinkse wijze. In de volgende wedstrijd, in 2006, worstelde zijn zoon Randy weer tegen Undertaker. Dit keer mislukte een plannetje en gaf Undertaker beide mannen zijn finisher, the 'tombstone piledriver'. 
Na het jaar 2000 worstelde Orton minder frequent vanwege zijn leeftijd en vooral bij andere worstelfederaties dan WWE. Een van zijn laatste wedstrijden was tegen Jimmy Snuka in 2009.

## In worstelen
- Afwerking en kenmerkende bewegingen
  - Superplex
  - Bionic elbow
  - Bulldog
  - Piledriver

- Managers
  - Paul E. Dangerously
  - The Duke
  - Mr. Fuji
  - The Grand Wizard of Wrestling
  - Gary Hart
  - Jimmy Hart
  - Sir Oliver Humperdink
  - Adnan El Kassey
  - John Tolos
  - Bobby "The Brain" Heenan

## Prestaties
- American Wrestling Federation
  - AWF Heavyweight Championship (1 keer)

- Championship Wrestling from Florida
  - NWA Florida Heavyweight Championship (1 keer)
  - NWA Florida Tag Team Championship (3 keer; 1x met Bob Orton Sr. en 2x met Bob Roop)

- Georgia Championship Wrestling
  - NWA Georgia Junior Heavyweight Championship (1 keer)
  - NWA Georgia Tag Team Championship (2 keer; 1x met Tim Woods en 1x met Dick Slater)
  - NWA Macon Tag Team Championship (1 keer met Dick Slater)

- International Championship Wrestling
  - ICW Southeastern Heavyweight Championship (1 keer)
  - ICW Southeastern Tag Team Championship (2 keer; 1x met Bob Roop en 1x met Barry Orton)
  - ICW Television Championship (1 keer)

- Mid-Atlantic Championship Wrestling
  - NWA World Tag Team Championship (1 keer met Don Kernodle)

- Mid-South Wrestling
  - Mid-South Mississippi Heavyweight Championship (1 keer)

- Midwest Powerhouse Wrestling
  - MPW Heavyweight Championship (1 keer)

- Powerhouse Championship Wrestling
  - PCW Heavyweight Championship (1 keer)

- Old School Wrestling Alliance
  - OSWA Heavyweight Championship (1 keer)

- Southeastern Championship Wrestling
  - NWA Southeastern Tag Team Championship (4 keer; 1x met Bob Roop, 2x met Ron Garvin en 1x met Jerry Blackwell)

- Universal Wrestling Federation
  - UWF Intercontinental Heavyweight Championship (1 keer)
  - UWF Southern States Championship (2 keer)

- World Wrestling Entertainment
  - WWE Hall of Fame (Class of 2005)